# Тверський (район Москви)
Тверськи́й район (рос. Тверской район) — район Москви, розташований у Центральному адміністративному окрузі. Району відповідає внутрішньоміське муніципальне утворення «Тверське».

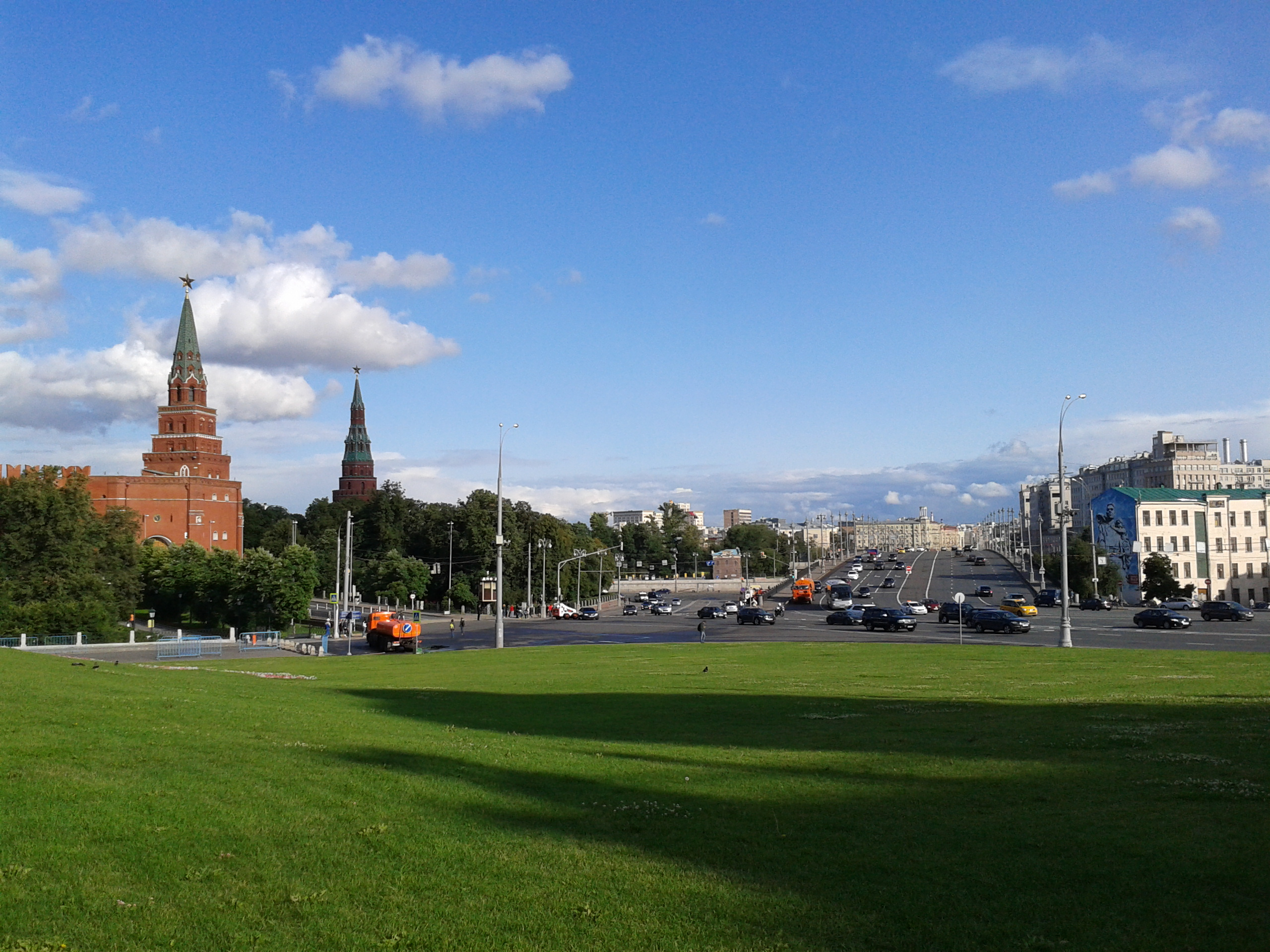
Південний край району

Район і муніципальне утворення здобуло назву по Тверській вулиці.

## Цікаві
- Большой театр
- Готель «Москва»
- ГУМ
- Красна площа
- Театр «Ленком»
- Московський Кремль
- Пам'ятник О. С. Пушкіну
- Пам'ятник Юрію Долгорукому
- Пам'ятник Кирилу і Мефодію
- Театр «Росія»
- Собор Василія Блаженного
- Храм Миколи Чудотворця біля Тверської застави